# District spécial de Suiyuan
Pour les articles homonymes, voir Suiyuan.
Le district spécial de Suiyuan (chinois simplifié : 绥远特别区 ; chinois traditionnel : 綏遠特別區 ; pinyin : suíyuǎn tèbié qū) est une subdivision administrative, principalement sous le gouvernement de Beiyang (1914-1928), de la république de Chine (1912-1949), de 1912 à 1928, situé en Mongolie-Intérieure. Avec le district spécial de Rehe, le district spécial de Chahaer et le district spécial de Chuanbian, c'est un des districts spéciaux constitués, en périphérie des vingt-deux provinces de Chine.
Il est remplacé en 1928 par la province du Suiyuan.